# Dragon Ball Z Special: Son-Gokus Vater – Das Bardock Special
Dragon Ball Z Special: Son-Gokus Vater – Das Bardock Special ist das erste von zwei „Specials“ zur Anime-Serie Dragon Ball Z, das auf der Manga-Serie Dragon Ball des Mangaka Akira Toriyama basiert. Der Film lief zunächst 1990 im japanischen Fernsehen (zwischen Episode 63 und 64) und erschien 2004 in Deutschland auf DVD. Carlsen Comics brachte bereits ein Jahr zuvor die dazugehörigen Anime-Comics Dragon Ball Z heraus (Ausgaben 49–52).

## Handlung
Der Film beginnt vor der Zerstörung des Planeten Vegeta, dem Heimatplaneten der Saiyajins, und der Geburt Son-Gokus. Bardock, Son-Gokus Vater, und dessen Freunde und Kampfgefährten unterstehen wie alle Saiyajins dem Kommando des Tyrannen Freezer. Sie sollen in dessen Auftrag den Planeten Kanassa erobern und seine Bewohner töten.
Ein Überlebender namens Toro versetzt Bardock den „Visionsschlag“. Er verleiht ihm damit die Fähigkeit in die Zukunft zu sehen und das Schicksal des Volkes der Saiyajin zu erfahren. Bardocks Gefährten töten Toro und alle kehren zum Planeten Vegeta zurück. Während Bardock in einer Regenerationskapsel geheilt wird, erhalten seine Freunde von Freezer den Auftrag, den Planeten Meat einzunehmen. Sie werden dort jedoch von Dodoria, Freezers persönlichem Gefolgsmann, und dessen Soldaten angegriffen und getötet.
In dem Moment, in dem Bardock seinen neugeborenen Sohn Kakarott schreien hört, beginnen dessen Visionen: Er sieht die Zerstörung des Heimatplaneten der Saiyajins. Er glaubt seiner Vision nicht und folgt seinen Freunden auf den Planeten Meat, die er dort fast alle tot vorfindet. Ein sterbender Gefährte erzählt Bardock von Freezers Verrat und bittet ihn darum, nach Vegeta zurückzukehren und Freezer zu stürzen. Es kommt zu einem Kampf zwischen Dodoria, dessen Soldaten und Bardock. Trotz der Schwierigkeiten, die ihm seine Visionen bereiten, besiegt Bardock alle Soldaten. Er steht nun Dodoria gegenüber, der ihn angreift und verwundet. Von Freezer zurückgerufen, verlässt Dodoria den Planeten Meat in dem Glauben, auch Bardock getötet zu haben.
Während seines Rückflugs zum Heimatplaneten der Saiyajins kreuzt Bardocks Raumkapsel die, in der sich sein Sohn Kakarott befindet. Bardock erreicht den Heimatplaneten schwer verletzt und erfährt, dass sein Sohn zur Erde geschickt wurde, um sie zu verwüsten. Bardock plagen erneut Zukunftsvisionen und er versucht die verbliebenen Saiyajins von Freezers Plan, die Saiyajins auszulöschen, zu überzeugen und den Tyrannen zu bekämpfen. In einer weiteren Vision sieht er seinen Sohn Kakarott als jungen Mann, der Freezer gegenübersteht. Die Saiyajins halten Bardock für verrückt und glauben ihm nicht. Er entschließt sich, allein gegen Freezer vorzugehen, um den Planeten Vegeta zu retten und kann trotz der Übermacht von Freezers Gefolgsleuten bis zu diesem vordringen. Die Vernichtung des Planeten durch Freezer kann Bardock jedoch nicht verhindern. Die Saiyajins bemerken zu spät, dass er die Wahrheit gesagt hatte. Zuletzt hat Bardock eine erneute Vision von seinem Sohn Kakarott und Freezer. In Gedanken hinterlässt er das Vermächtnis an seinen Sohn, das Volk der Saiyajin und den Planeten Vegeta zu rächen.
Vegeta, dem Prinzen der Saiyajins, der sich im Auftrag von Freezer auf einem anderen Planeten aufhält, wird erzählt, dass sein Heimatplanet von einem Meteoriten zerstört worden sei. Die Raumkapsel mit Kakarott wird auf der Erde von dem alten Mann Son-Gohan gefunden, der das Kind bei sich aufnimmt und ihm den Namen Son-Goku gibt.

## Synchronisation
Die deutsche Synchronisation wurde vom Synchronstudio der Berliner MME Studios umgesetzt.
| Rolle                    | Japanischer Sprecher (Seiyū) | Deutscher Sprecher |
| ------------------------ | ---------------------------- | ------------------ |
| Bardock                  | Masako Nozawa                | Björn Schalla      |
| Dodoria                  | Yukitoshi Hori               | Helmut Gauss       |
| Erzähler                 | Jōji Yanami                  | Roland Hemmo       |
| Freezer                  | Ryūsei Nakao                 | Thomas Nero Wolff  |
| Son Gohan, der Großvater | Kinpei Azusa                 | Wolfgang Thal      |
| Thoma                    | Kazuyuki Sogabe              | Thomas Schmuckert  |
| Zarbon                   | Sho Hayami                   | Oliver Feld        |

## Spin-off
2011 wurde der Film in einem dreiteiligen Manga namens Dragon Ball: Episode of Bardock fortgesetzt. In diesem erfährt man, dass Bardock nicht getötet, sondern in der Zeit zurückgeschleudert wurde. In dieser Zeit wird der Planet Plant, welcher später in Vegeta umbenannt und zum Heimatplaneten der Saiyajins wurde, von Chilled, einem Vorfahren von Freezer, bedroht. Am Ende verwandelt sich Bardock in einen Super-Saiyajin und besiegt Chilled. In seinen letzten Atemzügen gibt Chilled das Wissen über den Super-Saiyajin an seine Nachfahren weiter. Generationen später vernichtet Freezer aus Furcht vor ihm den Planeten Vegeta und der Kreis beginnt von vorne.
Im Rahmen des Jump Festa 2012, welches vom 17. bis 18. Dezember 2011 veranstaltet wurde, wurde eine 20-minütige OVA des Mangas vorgestellt, welche jedoch einige Unterschiede aufweist. Im März 2012 wurde es zusammen mit dem OVA Dragon Ball Z: Plan zur Vernichtung der Super-Saiyajins auf DVD veröffentlicht.
Dieses OVA ist bei dem Spiel Dragon Ball Z für Kinect, welches im Oktober 2012 erschien, enthalten, womit es erstmals außerhalb Japans veröffentlicht wurde.